# Désir ardent sous le soleil de Naples
Pour plus de détails, voir Fiche technique et Distribution.
Désir ardent sous le soleil de Naples (Desiderio 'e sole) est un melodramma strappalacrime italien réalisé par Giorgio Pàstina et sorti en 1954.

## Fiche technique
- Titre français : Désir ardent sous le soleil de Naples[1]
- Titre original italien : Desiderio 'e sole[2]
- Réalisateur : Giorgio Pàstina
- Scénario : Giorgio Pàstina, Giuliana Pazielli, Franco Perroni
- Photographie : Giuseppe La Torre
- Montage : Jolanda Benvenuti (it)
- Musique : Carlo Innocenzi
- Décors : Alfredo Montori (it)
- Maquillage : Luigi Storiale
- Production : Fortunato Misiano
- Société de production : Romana Film (it)
- Pays de production :  Italie
- Langue originale : italien
- Format : Noir et blanc - 1,37:1 - Son mono - 35 mm
- Durée : 90 minutes
- Genre : Melodramma strappalacrime
- Dates de sortie :
  - Italie : 14 avril 1954
  - France : 1963[1]

## Distribution
- Giacomo Rondinella : Luciano Lo Duca
- Virna Lisi : Laura
- Otello Toso : Comte Sirovich
- Beniamino Maggio : Gennaro
- Rosalia Maggio : Tante Clara
- John Kitzmiller : Le serviteur de Sirovich
- Lianella Carell : Mary
- Giulio Calì : Vittoriano, le professeur de chant
- Enrico Glori : Commissaire Gaetano Bottoni
- Mario Passante : l'ami de Sonia
- Ignazio Leone : Gasperini, secrétaire de Bottoni
- Dora Strebel
- Vincenzo Musolino
- Domenico De Nimmo
- Alberto D'Amario
- Fiamma Breschi
- Pasquale De Filippo : le mineur
- Gustavo De Nardo